# Ji (fleuve)

Le fleuve Ji correspond à la section aval du fleuve Jaune après 1852.

Le Ji est un ancien affluent du fleuve Jaune qui a donné son nom aux villes de Jiyuan et Jinan. Il disparut en 1852, lorsque le courant aval de ce dernier changea de direction vers le nord.
Le fleuve prenait sa source près de Jiyuan et traversait la province du Shandong avant de se jeter dans la mer de Bohai.
- (en) Cet article est partiellement ou en totalité issu de l’article de Wikipédia en anglais intitulé « Ji River » (voir la liste des auteurs).